# لوزه
لوزه‌های انسان شامل لوزه‌های کامی و لوزه سوم (آدنویید) و همچنین لوزه زبانی هستند که لوزه‌های کامی دو غده کوچک در دو سوی گلو هستند و لوزه سوم در مسیر تنفس بینی و در محلی بنام نازوفارنکس (حلق بینی) قرار دارند. همچنین لوزه زبانی در انتهای عقب زبان قرار گرفته و این مجموعه لوزه‌ها از ورود میکروب‌ها به بدن از راه دهان و بینی جلوگیری می‌کنند. لوزه کودکان درمواردی بزرگ است. گاهی این اندام چرکین و دردناک می‌شوند نام این بیماری ورم لوزه است. لوزه ها با تولید آنتی بادی و فرستادن آن به رگ های لنفاوی به میکروب ها و هرگونه عوامل خارجی پاسخ می‌دهند.اگر لوزه ها ی متورم عمل نشوند عوارضی همچون درد درناحیه گلو و در صور حاد شدن لوزه میتواند عملکرد قلب را تحت تاثیر قرار دهد.
لوزه‌ها بخشی از سیستم دفاعی بدن و غدد لنفاوی هستند ولی در شرایطی مانند عفونتهای تنفسی مکرر و تورم بیش از اندازه لوزه‌ها تا حدی که مانع تنفس شوند جراحی و برداشتن آن‌ها (تونسیلکتومی) توصیه می‌شود.
گلودرد و تورم لوزه‌ها
التهاب گلو که به آن اصطلاحاً فارنژیت گفته می‌شود و نیز تورم لوزه‌ها، مشکلات شایعی هستند که اغلب به عنوان گلودرد توصیف می‌شوند. گلو مثل چهار راهی است که عقب دهان و بینی را به حنجره و مری وصل می‌کند. لوزه‌ها در بالای گلو قرار داشته و به دفاع در مقابل حمله عفونتها کمک می‌کند. تورم و التهاب لوزه‌ها در کودکان بسیار شایع‌تر می‌باشد زیرا لوزه‌های آن‌ها بزرگتر است. التهاب گلو (فارنژیت) نیز بیشتر در بزرگسالان دیده می‌شود. با اینحال هم التهاب گلو و هم التهاب لوزه‌ها می‌توانند با یکدیگر در کودکان و بزرگسالان دیده شوند.
علل ایجاد التهاب گلو و التهاب لوزه‌ها معمولاً بر اثر یک عفونت ویروسی مثل سرماخوردگی ایجاد می‌شوند. سایر علل آن عبارتند از: عفونتهای باکتریایی مثل عفونت استرپتوکوکی و عفونتهای قارچی مثل کاندیدیازیس. سیگار کشیدن و نوشیدن مشروبات الکلی می‌تواند در بزرگسالان باعث التهاب گلو شود.
در بزرگسالان هنوز فایده ای برای وجود لوزه به اثبات نرسیده‌است.
ولی در اکثر بزرگسالان در لوزه شیارهایی وجود دارد که باعث تجمع ویروس در ان می‌شود و یکی از علل اصلی تورم و عفونت لوزه می‌باشد که برای درمان ان در خیلی از موارد جراحی توصیه می‌شود.
علائم: التهاب گلو و التهاب لوزه‌ها
دارای علائم شبیه به هم هستند که این علایم در عرض ۱۲ ساعت بدتر می‌شوند و شامل وارد زیر هستند:
گلودرد
مشکل شدن بلع و قورت دادن
درد در گوش که ممکن است با عمل قورت دادن بدتر شود
بزرگ شدن غده لنفاوی در گردن
در موارد شدید، گلو یا لوزه‌ها ممکن است به قدری ورم نمایند که اشکال در نفس کشیدن به تدریج ایجاد شود. گاهی یک آبسه در نزدیکی یک لوزه تشکیل می‌شود که به آن اصطلاحاً آبسه اطراف لوزه‌ها می‌گویند. به ندرت اگر التهاب گلو یا التهاب لوزه بر اثر یک عفونت استرپتوکوکی ایجاد شود، بیماری کلیه به نام گلومرولونفریت ممکن است چند هفته بعد به‌روز نماید.

## نگارخانه

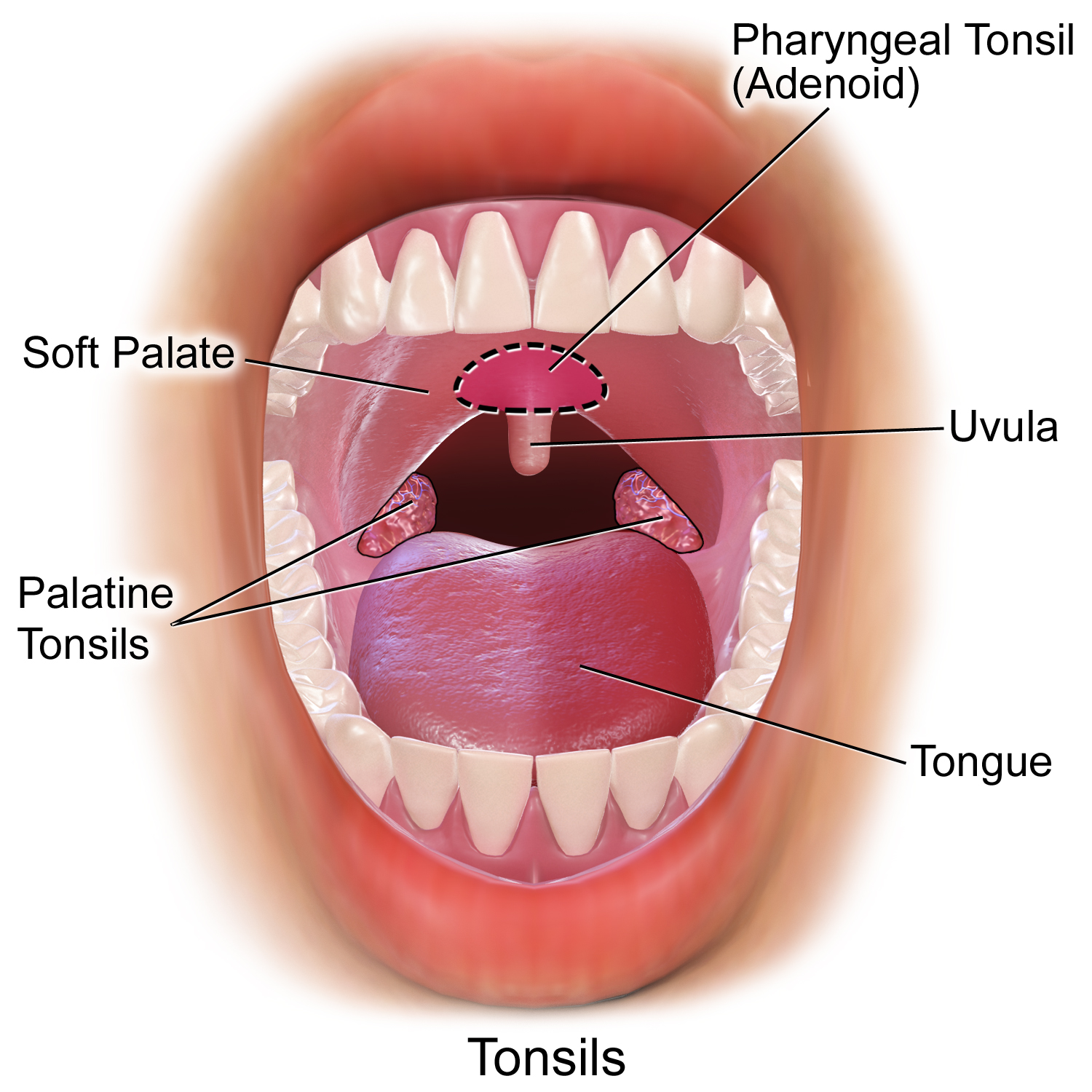